# Pfarrkirche Schoppernau

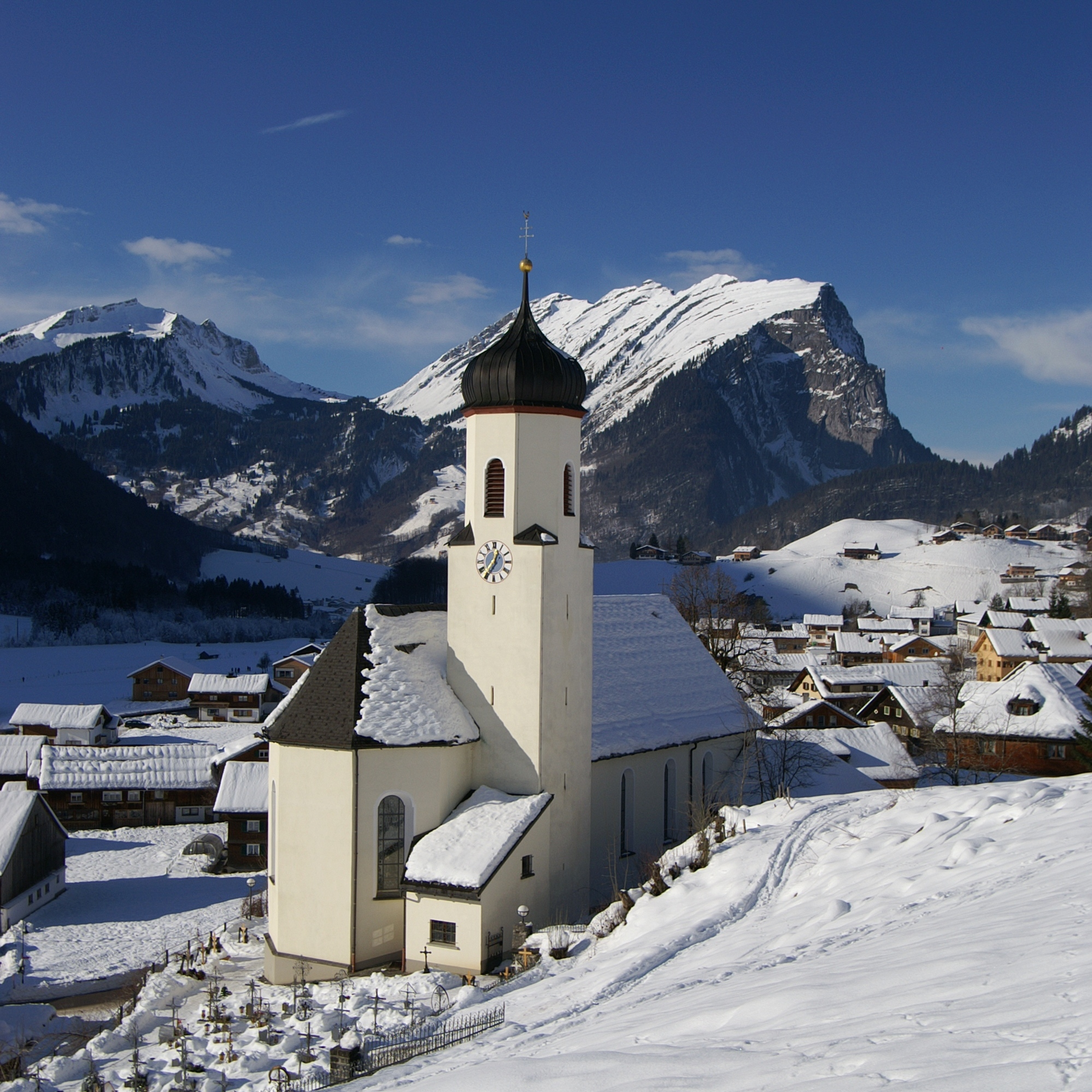
Katholische Pfarrkirche Hll. Philippus und Jakobus in Schoppernau

Die römisch-katholische Pfarrkirche Schoppernau steht in der Bregenzerwälder Gemeinde Schoppernau im Bezirk Bregenz in Vorarlberg. Sie ist den Heiligen Philippus und Jakobus geweiht und gehört zum Dekanat Hinterwald in der Diözese Feldkirch. Das Bauwerk steht unter Denkmalschutz (Listeneintrag).

## Lagebeschreibung
Die Pfarrkirche steht mittig im Ort auf einer Anhöhe und ist von einem ummauerten Friedhof umgeben.

## Geschichte
Als Anfang ist das Jahr 1500 für die Errichtung einer Kapelle und das Jahr 1504 als Kaplanei und Filiale von Au bekannt. Nach dem Neubau einer Kirche im Jahre 1682 wurde Schoppernau mit Dekret vom 5. Dezember 1682 des Bischofs von Konstanz zur selbständigen Pfarre erhoben. Die heutige Pfarrkirche besteht aus einem barocken Langhaus mit eingezogenem Chor unter einem gemeinsamen Satteldach mit einem Kirchturm im Norden mit Zwiebelhaube und im Osten des Turmes angebauter Sakristei unter einem Pultdach und wurde vom Architekten Josef Brenner im Jahre 1710 erbaut und im Jahre 1717 geweiht. Im Jahre 1796 wurde die Kirche von den Stuckateuren Josef Anton Natter, Josef Simon Moosbrugger und Franz Michael Felder neu gestaltet. Die Kirche wurde von 1956 bis 1957 nach den Plänen des Architekten Kaspar Albrecht vergrößert und mit dem Einbau einer Orgelempore ergänzt.

## Kirchenbau
Die Vorhalle der Kirche mit flacher Holzbalkendecke stammt von Kaspar Felder. Dort ist ein Kriegerdenkmal mit einem Relief Sterbender Krieger nach einem Modell von Gebhard Moosbrugger und ausgeführt von K. Hiller aus Bezau im Jahre 1924, ein Gedenkstein zu Jakob Felder (–1924) mit Porträtbüste von Kaspar Albrecht und ein Priestergedenkstein aus dem Jahre 1883.
Im Chor und Langhaus sind Fresken vom Maler Johann Gaißenhoff (Geisenhoff) aus Pfronten aus 1796, am Chorbogen zwei Medaillons von Johann Kärle aus 1882, an der linken Chorwand Hl. Petrus Canisius vom Maler Anton Marte aus 1928. Die Glasgemälde der Fenster im Chor, links Hl. Anna mit Maria, rechts Hl. Joachim und Hl. Joachim, sind von der Glasmalerei Schnitzler aus Dornbirn.

## Ausstattung

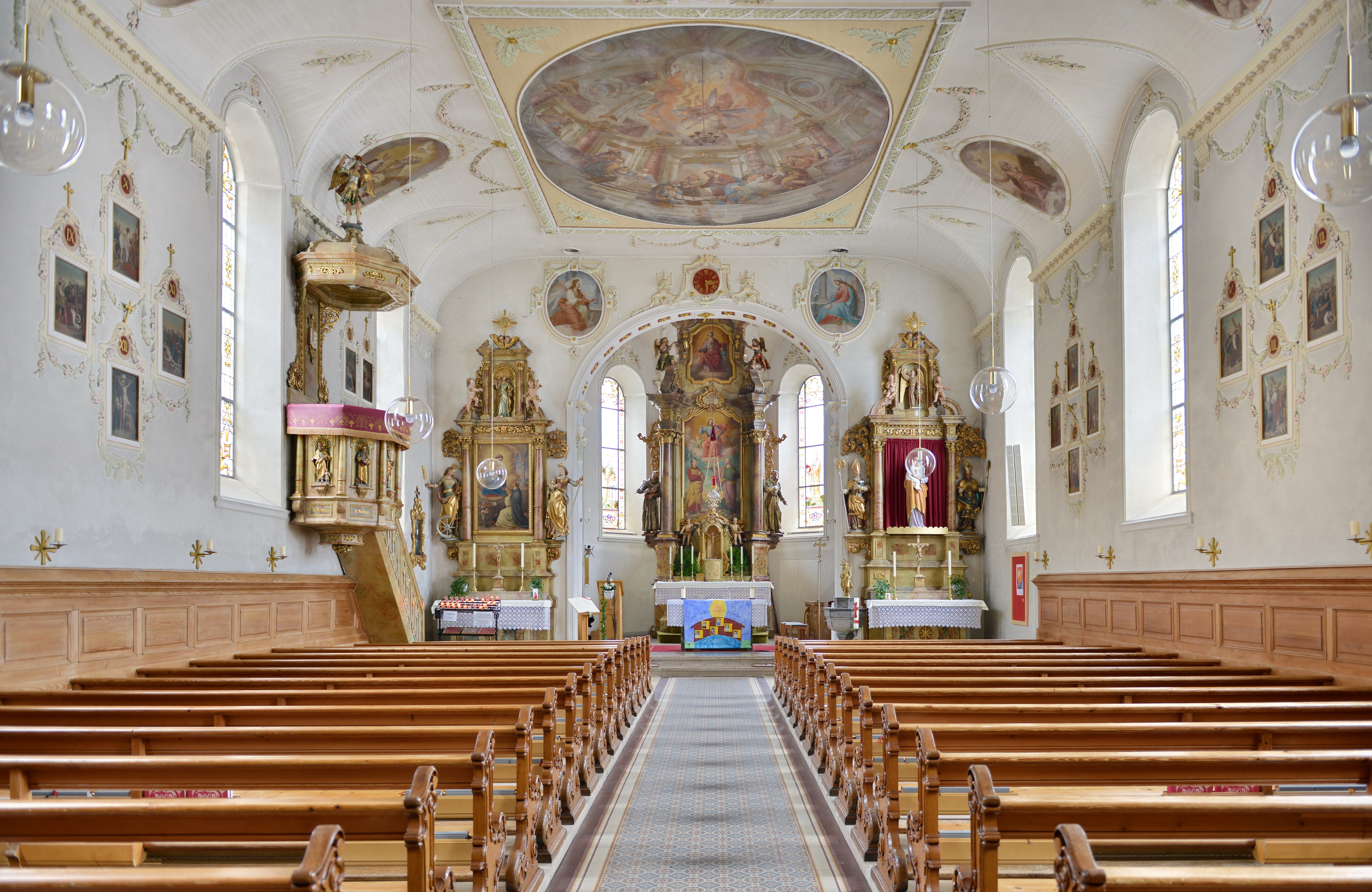
Innenansicht

Der Hochaltar aus 1763 trägt die Altarbilder Hll. Philippus und Jakobus und Gottvater vom Maler Claudius Schraudolph aus dem Jahr 1881. Ein Kruzifix und das Kirchenportal mit dem Relief Moses und brennender Dornbusch des Bildhauers und Tischlers Gebhard Moosbrugger sind aus dem Jahre 1895. Die Bankdocken sind vom Schreinermeister und Kunsttischler Kaspar Felder aus Schoppernau aus dem Jahre 1910. Der Tabernakel mit zwei Engeln ist vom Bildhauer und Tischler Christian Moosbrugger aus 1928. Im Chor an der Wand ist ein Denkmal mit Profilporträt zum Schriftsteller Franz Michael Felder.

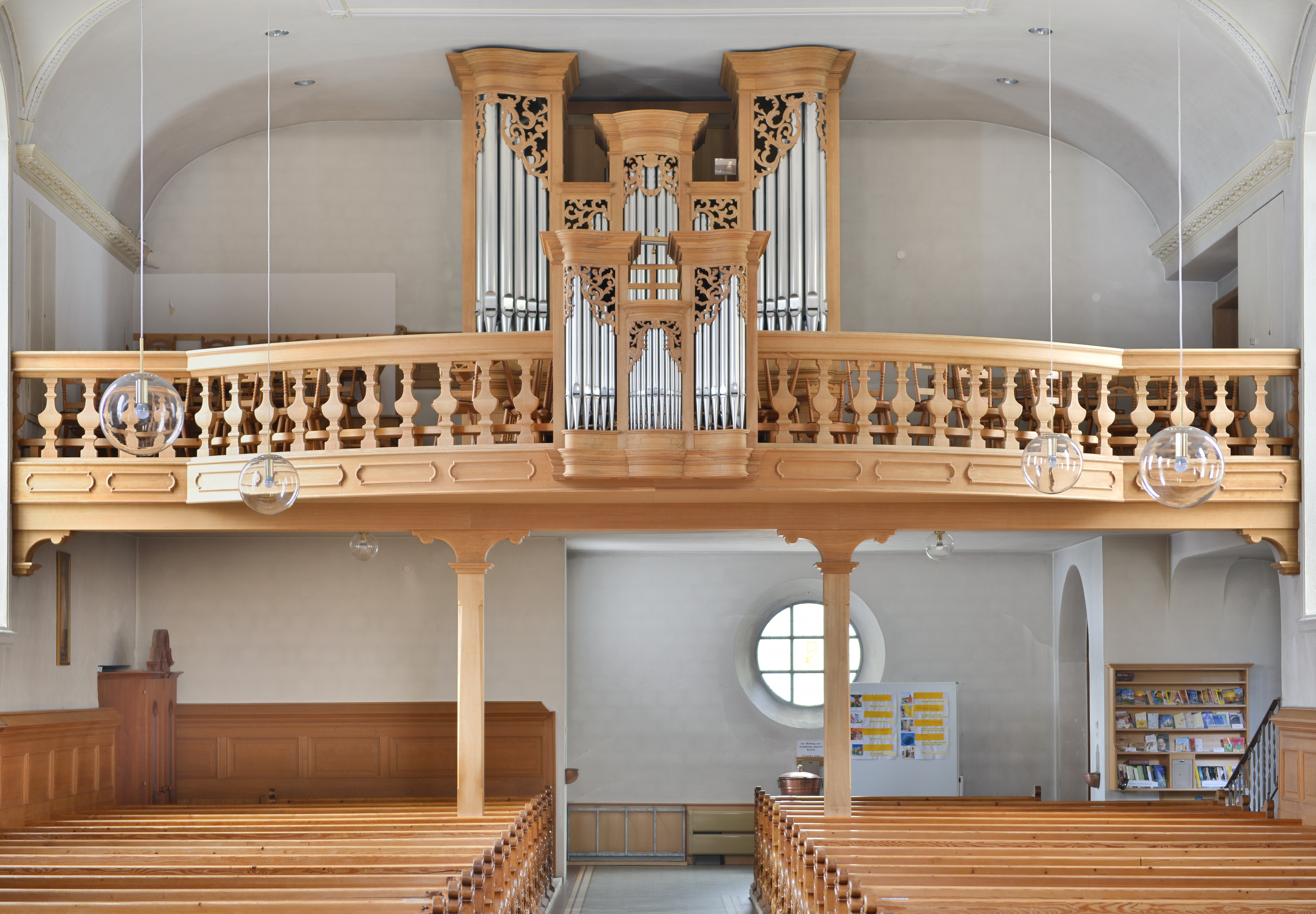
Orgel auf der Empore

## Orgel
Die Kirche erhielt im Jahre 1838 die erste Orgel mit 14 Registern von Severin Eckart v. Stiefenhofen. 1891 schuf Orgelbauer Anton Behmann von Schwarzach eine neue mechanische Orgel mit 11 Registern. Die heutige Orgel mit 26 Registern vom Orgelbau Rieger ist aus dem Jahre 1981. Die Schnitzarbeiten an der Orgel und die Gestaltung und Ausführung der Emporenbrüstung erfolgte durch Kaspar Felder.

## Glocken
Seit 1920 hingen vier Stahlglocken im Turm, die 1920 von den Böhlerwerken in Kapfenberg gegossen wurden. Sie erklangen in den Tönen a1, cis2, fis2, a2 und trugen die Namen Phillipus, Maria, Jakobus, Petrus.
Die Stahlglocken ersetzten 1920 die kriegsbedingt im Ersten Weltkrieg abgelieferten Bronzeglocken der Pfarrkirche in Schoppernau. Fast 100 Jahre hingen sie im Turm. Anfang Mai 2019 wurden die Stahlglocken abgelassen (die kleinste Glocke vor der Kirche aufgehängt) und neue Bronzeglocken am 30. Mai 2019 (Christi Himmelfahrt) durch Bischof Benno Elbs geweiht. Diese vier Bronzeglocken wurden von der Glockengießerei Grassmayr in Innsbruck gefertigt. Die Glocke 3 ist die erste Grassmayr-Glocke in Österreich, die in Dur-Rippe gegossen wurde.
| Glocke | Name                  | Durchmesser | Gewicht | Schlagton | Weitere Information           |
| ------ | --------------------- | ----------- | ------- | --------- | ----------------------------- |
| 1      | Herz Jesu             | 104 cm0     | 706 kg  | g′        | Sonntagsglocke                |
| 2      | Maria                 | 92 cm       | 505 kg  | a′        | Angelusglocke, Werktagsglocke |
| 3      | Philippus und Jakobus | 80 cm       | 343 kg  | c″        | Wetterglocke                  |
| 4      | Josef                 | 85 cm       | 186 kg  | e″        | Sterbeglocke                  |